# Leucotmemis torrida
Leucotmemis torrida är en fjärilsart som beskrevs av Walker 1854. Leucotmemis torrida ingår i släktet Leucotmemis och familjen björnspinnare. Inga underarter finns listade i Catalogue of Life.